# Emilio J. Hardoy
Emilio Julio Hardoy (Buenos Aires, 25 de agosto de 1911-Buenos Aires, 21 de julio de 1992) fue un abogado, político y periodista argentino. Ocupó los cargos de senador provincial y diputado nacional por la provincia de Buenos Aires. Perteneciente al Partido Demócrata, fue columnista del diario La Prensa, que lo convirtieron en un referente de las fuerzas conservadoras de la Argentina en el siglo XX.

## Biografía
Hardoy nació el 25 de agosto de 1911 en una familia de clase media de orígenes franceses con reconocido raigambre político en Buenos Aires que residía en Lomas de Zamora. Era hijo de un alto funcionario del gobierno de Roque Sáenz Peña que era, a la vez, amigo personal de Hipólito Yrigoyen. Sus abuelos fueron el próspero comerciante uruguayo Juan Bautista Hardoy y el juez de comercio Julio Fonrouge, por parte de su madre. Fonrouge militó en el Partido Autonomista y fue amigo de José Hernández y de Adolfo Alsina. Uno de los bisabuelos de Hardoy fue el coronel unitario Julio Fonrouge de Lesseps; otro el urquicista francés Alberto Larroque, que fue rector del Colegio de Concepción del Uruguay. En su casa se hablaba francés, idioma que manejaba a la perfección. 
Hardoy se educó con institutriz alemana y realizó sus estudios en el Cangallo Schule, en el que aprendió alemán a la perfección, y luego derecho en la Universidad de Buenos Aires, lugar donde comenzó a participar de la vida política universitaria, formando parte de los grupos anti-reformistas. Poco después ingresó al Partido Conservador de Buenos Aires y a temprana edad fue delegado como comisionado municipal en Saladillo y en San Martín. Se recibió como abogado en 1934, a los 23 años. Comenzó como editorialista apenas terminada la escuela secundaria —llegaría a serlo del periódico La Prensa—, lo que lo llevó a ser reconocido y a postularse como Diputado Nacional por la provincia de Buenos Aires en la lista del Partido Demócrata Nacional en las elecciones legislativas de 1936, con 24 años de edad. Sin embargo, dado que no tenía la edad mínima establecida por la Constitución Nacional —es decir, tenía 24 años recién cumplidos al momento del sufragio, siendo necesarios 25—, su incorporación al cuerpo recién se dio en 1938.
Posteriormente fue electo como senador provincial de Buenos Aires en 1942, ocupando dicho cargo hasta el Golpe de Estado del 4 de junio de 1943. Intentó ser reelecto como diputado por su partido, sin embargo, la aparición del peronismo relegó a los partidos conservadores y no resultó electo. Durante el régimen peronista, Hardoy estuvo varias veces detenido: la última vez el 16 de junio de 1955, oportunidad en la que pasó momentos difíciles. 
En 1956, con la división del Partido Demócrata, Hardoy militó primero en el Partido Conservador Popular que fundó Vicente Solano Lima. Se separó al poco tiempo de ese sector y organizó el Partido Conservador de Buenos Aires. En 1957 fue elegido como convencional constituyente para la reforma constitucional convocada por Pedro Eugenio Aramburu, que revirtió la constitución que se había establecido durante el peronismo e incorporó el artículo 14 bis. 
Como jefe del Partido Conservador de Buenos Aires se incorporó a la Federación Nacional de Partidos de Centro en 1958. En 1965 fue electo nuevamente diputado por la FNPC en la llamada Unión Conservadora de Buenos Aires, ocupando la única banca que logró aquella alianza.
En 1971 se incorporó al partido Nueva Fuerza, que dirigía el ingeniero Álvaro Alsogaray, apoyando para las elecciones de marzo de 1973 la fórmula partidario de Julio Chamizo y Raúl Ondarts. Se alejó del partido a fines de 1973 acusando el personalismo que manejaba Alsogaray en la dirección del mismo.
Figura histórica del Partido Demócrata, del que ocupó diversos cargos partidarios, intentó en diversas oportunidades alcanzar la gobernación de la provincia de Buenos Aires.
Falleció el 22 de julio de 1992 en Buenos Aires. En 1998 se creó la Fundación Emilio Hardoy que se dedica a difundir su obra y editar sus libros. En 2018 se le impuso el nombre de Emilio Hardoy a una plazoleta en el porteño barrio de Retiro, donde además se colocó un busto en su homenaje en la Avenida Presidente Quintana.